# Cribralaria solomonensis
Cribralaria solomonensis is een mosdiertjessoort uit de familie van de Cribrilinidae. De wetenschappelijke naam van de soort is voor het eerst geldig gepubliceerd in 1998 door Soule, Soule & Chaney.